# Курочкинська сільська рада
Ку́рочкинська сільська рада (рос. Курочкинский сельский совет) — сільське поселення у складі Тальменського району Алтайського краю Росії.
Адміністративний центр — село Курочкино.

## Населення
Населення — 1097 осіб (2019; 1143 в 2010, 1219 у 2002).

## Склад
До складу сільської ради входять:
| Населений пункт  | Населення, осіб (2002) | Населення, осіб (2010) |
| ---------------- | ---------------------- | ---------------------- |
| Курочкино, село  | 740                    | 745                    |
| Новоєловка, село | 446                    | 389                    |
| Розсвіт, селище  | 33                     | 9                      |